# Parischnogaster mellyi
Parischnogaster mellyi är en getingart som först beskrevs av Henri Saussure 1852.  Parischnogaster mellyi ingår i släktet Parischnogaster och familjen getingar. Inga underarter finns listade i Catalogue of Life.